# Mästerflygarna
Mästerflygarna, eller Superplanen på finlandssvenska (engelska: Super Wings; koreanska: 출동! 슈퍼윙스; kinesiska: 超级飞侠), är en sydkoreansk, kinesisk och amerikansk animerad TV-serie från 2014.

## Röster

### Svensk version (engelska namn inom parentes)
- Jett (Jett, omkönad) Molly Sylsjö
- Jocke (Donnie) Leon Pålsson Sälling
- Tuva (Todd, omkönad) Ester Sjögren
- Hampus (Jimbo) Måns Nathanaelson
- Polly (Paul, omkönad) Nina Söderquist
- Vivvi (Dizzy) Märta Josefsson (Tyra Olin i säsong 2)
- Bello (Bello) Josef Törner
- Meral (Jerome, omkönad) Marta Ruthström
- Propelle (Grand Albert) Hasse Jonsson
- Astra (Astra) Tea Stjärne
- Flipp (Flip) Juliette Safavi
- James (Chase) Josef Törner
- Minna (Mira) Agnes Sjölund
- My (Sky) Mimmi Sandén
- Lawrence Apelgren
- Olle Svensson
- m.fl.

Översättning: Robert Cronholt

Dubbproduktion: Eurotroll AB för SVT International

### Finlandssvensk version
- Christoffer Strandberg
- Mia Renwall
- Nina Hukkinen
- Paavo Kerosuo
- Peik Stenberg
- Peppe Forsblom
- Sixten Lundberg

Dubbproduktion: Dubberman Finland